# Luis Vega de Castro
Luis Vega de Castro (La Habana, 4 de octubre de 1944) es un artista cubano. Estudió cerámica, fotografía y artes plásticas en la Escuela de Bellas Artes San Alejandro y obtuvo la licenciatura en Historia del Arte en la Universidad de La Habana. Desde 1980 reside en Estados Unidos. Ha trabajado en ilustración, diseño de carteles y dibujo, y creó un concepto renovado de historietas gráficas, publicadas en la revista Cuba Internacional. Actualmente se dedica exclusivamente a la pintura, con notable éxito. Se le reconoce como uno de los mejores paisajistas de nivel internacional.
Sus obras son de un realismo extremo, a tal punto que evidencian la meticulosa observación de la figura humana y del paisaje, así como del dominio de la técnica, cualidades que al ser combinadas se logra una realidad inexistente o como él mismo la reconoce: una pintura surrealista, que traslada lo representativo a un mundo poético, romántico y fantástico. Se tratan de obras que cautivan al observador por medio de la paz y el sosiego que transmiten, convirtiéndose en un espacio deseado que nos evoca a su natal Cuba por medio de la exuberante vegetación, característica de las áreas tropicales.

## Exposiciones

### Exposiciones Individuales
- Su primera exposición personal la realizó en 1973, Los expedicionarios, exposición de carteles de Pedro Damián, Jorge Dimas y Luis Vega en la Sala Rubén Martínez Villena en la Galería UNEAC de La Habana.
- 1984 “Tertulias San Miguel” Coral Gables, Florida.
- 1985 presentó “Luis Vega, Trabajos Recientes” en Key Biscayne Library, Key Biscayne, Florida.
- 1997 “Elite Fine Art” Coral Gables, Florida.
- 1999 “Elite Fine Art” Coral Gables, Florida.
- 2002 “Elite Fine Art” Coral Gables, Florida.
- 2004 “First Bank of Miami” Coral Gables, Florida.
- 2007 “Sueños y Realidades” Prado Fine Art Collection Gallery, Coral Gables, Florida.
- 2010 “Galería Artis” Universidad Autónoma Metropolitana, México DF.

### Exposiciones Colectivas
- 1970 “Cuba Alegre como su Sol”(esponsor Mario Paioti), Florencia, Italia.
- 1973 Participa en el Primer Festival International de Carteles de Cine, en el XXVI Festival International de Cine de Cannes, Francia.
- 1976 Sexta International Poster Biennale Warsaw de 1976, en la Galería Zaçheta de Varsovia, Polonia.
- 1979 “1000 Carteles Cubanos de Cine. 20 Años de la Cinematografía Cubana” en el Museo Nacional de Bellas Artes, La Habana.
- 1981 "Hispanic Week", Association of Art Critics and Commentators, Miami, Florida
- 1982 "Roots", University of Miami, Miami, Florida.
- 1982 "XXI Premi International de Dibuix Joan Miro", España.
- 1982 "Association of Art Critics and Commentators", Miami, Florida.
- 1983 "Calle Ocho Open House", Miami, Florida.
- 1983 "Arts Day", Tallahassee, Florida.
- 1983 "7th Annual Hialeah Showcase Art Show, Hialeah, Florida.
- 1984 "A Tribute to Hispanic Art in Miami", Circle Gallery, Miami, Florida.
- 1984 "Vision" North Dade Library, Miami, Florida.
- 1985 "Alloyage 85", SIBI Cultural Center, Miami, Florida.
- 1986 "Local Cuban Artits" Cristissa Art Gallery, Miami, Florida.
- 1986 "Le Petit Format, A Group Show" SIBI Cultural Center, Miami, Florida.
- 1986 "Today's Hispanic Art", De Armas Gallery, Miami, Florida.
- 1987 "Latin American Drawing", The Art Institute of Chicago, Chicago, Illinois.
- 1987 Banco Interamericano de Desarrollo, Washington D. C.
- 1987 "Cintas Fellows Revisited a Decade After", Metro Dade Cultural Center, Miami, Florida.
- 1990 "Five from Miami", St. Petersburg, Florida.
- 1994 "Latin American Spectrum", Elite Fine Art, Coral Gables, Florida.
- 1995 "Absolut Mariel", South Florida Art Center, Miami Beach, Florida.
- 1996 "Latin American Spectrum", Elite Fine Art, Coral Gables, Florida.
- 1997 " Design for Life", Cooper-Hewitt National Design Museum, Smithonian Institution, New York, New York.
- 1997 "Summer Group Show", Elit Fine Art, Coral Gables, Florida.
- 1998 "Latin American Spectrum", Elite Fine Art, Coral Gables, Florida.
- 1999 "Summer Group Show", Elit Fine Art, Coral Gables, Florida.
- 1999 "Cuba Nostalgia", Coconut Grove Convention Center, Miami, Florida.
- 2000 "Summer Group Show", Elit Fine Art, Coral Gables, Florida.
- 2000 "Cuba Nostalgia", Coconut Grove Convention Center, Miami, Florida.
- 2000 "20 Years of Art on the Diaspora", 0 & Y Gallery, Miami, Florida.
- 2001 "Latin American Spectrum", Elite Fine Art, Coral Gables, Florida.
- 2001 "Places in the Heart", The Art Center, St. Petersburg, Florida.
- 2002 "Summer Group Show", Elit Fine Art, Coral Gables, Florida.
- 2004 "Artistic Development and Iberoamerican Integration", One Brickell Square, Miami, Florida.
- 2004 "Contemporary & Modern Artist" Oñate Fine Art, Miami, Florida.
- 2010 "Farewell to the sea: Remembering el Mariel, Zu Galería, Miami, Florida.

## Premios
Ha obtenido más de una decena de premios en Cuba, incluyendo:
- 1972 Primer premio de "La Mujer en América Latina".
- 1972 Primer premio de "Protección e Higiene al Trabajo".

También cuenta con premios en:
- 1981 Primer premio de "Contemporary Drawing", Association of Art Critics and Commentators, Miami, Florida.
- 1982 "Best of Show", Calle Ocho Open House, Miami, Florida.
- 1983 "ARLIS Award", New York Chapter, Art Library Society of North America, New York, New York.
- 1983 "Best of Show", Calle Ocho Open House, Miami, Florida.
- 1983 "Best of Show", 7th Annual Hialeah Showcase Art Show, Hialeah, Florida.
- 1984 Primer premio de "Graphis" 8th Annual Hialeah Showcase Art Show, Hialeah, Florida.
- 1984-1985 Obtiene el "Cintas Fellowship", New York, New York.
- 1985 Primer premio de "Addys Award", Miami Film Festival, Miami, Florida.
- 1989 Recibe el "Angel Award" Miami, Florida.

## Colecciones
Sus trabajos se encuentran incluidos en relevantes colecciones como:
- Cintas Foundation, Nueva York, Estados Unidos.
- Instituto Cubano del Arte e Industria Cinematográficos (ICAIC), La Habana, Cuba.
- Museo Nacional de Bellas Artes, La Habana, Cuba.
- "Banco Interamericano de Desarrollo (BID)", Washington D. C., Estados Unidos.
- "Transatlantic Bank", Miami, Florida, Estados Unidos.
- "Lowe Art Museum", University of Miami, Coral Gables, Florida, Estados Unidos.
- "Universidad Autónoma Metropolitana" México D. F., México.